# Bref récit
Bref récit, titolo completo Bref récit et succincte narration de la navigation faite en MDXXXV et MDXXXVI par le capitaine Jacques Cartier aux îles de Canada, Hochelaga, Saguenay et autres (in italiano "Racconto breve e narrazione succinta della navigazione fatta nel 1535-1536 dal capitano Jacques Cartier nelle isole del Canada Hochelaga, Saguenay e altre") è un'opera letteraria pubblicata nel 1545 sul viaggio con cui Jacques Cartier raggiunse il Golfo di San Lorenzo in Canada e descrive in dettaglio le sue interazioni con le popolazioni irochesi locali nel villaggio di Hochelaga. D'autore ignoto, è attribuito al segretario di Cartier, Jehan Poullet.
Sull'importanza dell'opera scrive Reingard M. Nischik:
Il libro è considerato una delle fonti di documentazione storica per sull'origine del nome del Canada, identificata nell'irochese kanata che significa "villaggio" o "insediamento".

Mappa intitolata La Terra De Hochelaga Nella Nova Francia con sulla sinistra il Monte Real visitato da Cartier, illustrazione di Gastaldi dalle Navigationi et viaggi di Ramusio (Venezia, 1556)

Nel 1559 Giovan Battista Ramusio incluse il racconto nel tomo VI delle sue Navigationi et viaggi. L'edizione del 1556 è corredata di illustrazioni di Giacomo Gastaldi, tra cui La Terra de Hochelaga nella Nova Francia, che ritrae la visita di Cartier sul Monte Royal (Monte Real sulla mappa) nello stile europeo dell'epoca.
Nel 2005 la Literary Review of Canada ha citato il Bref récit tra i 100 libri più importanti nella storia della letteratura canadese.